# Microcentrus lynx
Microcentrus lynx är en insektsart som beskrevs av Ball 1933. Microcentrus lynx ingår i släktet Microcentrus och familjen hornstritar. Inga underarter finns listade i Catalogue of Life.